# Ljubač (żupania zadarska)
Ljubač – wieś w Chorwacji, w żupanii zadarskiej, w gminie Ražanac. W 2011 roku liczyła 475 mieszkańców.